# 石蜈蚣草
石娱蚣草（学名：Scutellaria sessilifolia）为唇形科黄芩属下的一个种。

## 扩展阅读
- 維基物種上的相關：石娱蚣草